# Miriam Reid
Miriam Santos Mancebo Reid (Macaé, 15 de junho de 1957) é uma assistente social, professora e política brasileira, que exerceu dosi mandatos como deputada federal: entre 1999 e 2003 pelo PDT-RJ e entre 2003 e 2007 pelo PSB-RJ.

## Carreira política
Durante seu primeiro mandato como deputada federal, licenciou-se para assumir o cargo de Secretária da Criança e do Adolescente do Estado do Rio de Janeiro, entre 2 de fevereiro e 26 de julho de 1999. No segundo mandato, assumiu como suplente entre 12 de março e 3 de setembro de 2003.

Em 2010, coordenou os trabalhos relacionados ao Plano Diretor de Macaé.